# Hammam Guergour
Hammam Guergour là một đô thị thuộc tỉnh Sétif, Algérie. Dân số thời điểm năm 2002 là 14.295 người.